# تشارلز إف. برايس
تشارلز إف. برايس (بالإنجليزية: Charles F. Price)‏ (1938، كلايد في الولايات المتحدة)؛ روائي أمريكي. درس في جامعة ولاية كارولينا الشمالية في تشابل هيل.